# Club Ninja
Club Ninja – dziesiąty album studyjny zespołu Blue Öyster Cult z grudnia 1985 roku. Jedyny album zrealizowany bez udziału klawiszowca Allena Laniera. Nagrania dotarły do 63. miejsca listy Billboard 200 w USA.

## Lista utworów
Strona A
1. "White Flags" (Leggatt Bros.) – 4:41
2. "Dancin' in the Ruins" (Larry Gottlieb, Jason Scanlon) – 4:00
3. "Make Rock Not War" (Bob Halligan Jr.) – 3:58
4. "Perfect Water" (Donald Roeser, Jim Carroll) – 5:31
5. "Spy in the House of the Night" (Roeser, Richard Meltzer) – 4:23

Strona B
1. "Beat 'em Up" (Bob Halligan Jr.) – 3:24
2. "When the War Comes" (Joe Bouchard, Sandy Pearlman) – 6:02
3. "Shadow Warrior" (Eric Bloom, Roeser, Eric Van Lustbader) – 5:42
4. "Madness to the Method" (Roeser, Dick Trismen) – 7:25

## Twórcy
- Eric Bloom – gitara rytmiczna, wokal
- Donald "Buck Dharma" Roeser – gitara prowadząca, wokal
- Joe Bouchard – gitara basowa, wokal
- Tommy Zvoncheck – syntezator, pianino, organy
- Jimmy Wilcox – perkusja, chórki

### Dodatkowi muzycy
- Thommy Price – perkusja
- Phil Grandé – dodatkowe gitary
- Kenny Aaronson – dodatkowa gitara basowa
- David Lucas – chórki
- Joni Peltz – chórki
- Dave Immer – chórki
- Joe Caro – chórki
- Howard Stern – otwarcie w "When the War Comes"